# Bắn và khóc
"Bắn và khóc" (tiếng Hebrew: יורים ובוכים, đã Latinh hoá: yorim ve bochim) là một cách diễn đạt dùng để đề cập đến những thể loại truyền thông mô tả những người lính vật lộn với xung đột đạo đức và sự hối hận về những hành động mà họ được lệnh phải thực hiện trong thời gian tại ngũ. Thuật ngữ này thường gắn liền với một thực tiễn được quan sát thấy ở một số cựu binh sĩ của Lực lượng Phòng vệ Israel (IDF).

## Mô tả
Gil Hochberg mô tả việc bắn và khóc giống như một người lính "xin lỗi vì tôi phải làm vậy." Kiểu xin lỗi không biết lỗi này là mô hình tự phê bình được áp dụng ở Israel trong nhiều tác phẩm văn học và điện ảnh phản ánh chính trị như "một cách duy trì hình ảnh dân tộc là trẻ trung và ngây thơ. Cùng với ý thức về thiên hướng đi ngược lại hiện thực chiến tranh, bạo lực quân sự gia tăng, chiếm đóng, xâm lược, [...] cảm giác chung rằng mọi thứ đang diễn ra không ổn."
Felice Naomi Wonnenberg viết trong cuốn sách Contemporary Jewish Reality in Germany and Its Reflection in Film mô tả bắn và khóc là khi mọi người "nhận thức rõ các vấn đề bất ổn của chiến tranh nhưng vẫn tham gia vào."
Sarah Benton lập luận rằng hiện tượng bắn và khóc chỉ là một cử chỉ mang tính biểu tượng mà không có trách nhiệm thực sự. Bà chỉ trích cách làm này như một cách để những người lính thanh lọc lương tâm mà không chịu trách nhiệm cá nhân về hành động của mình hoặc tích cực nỗ lực ngăn chặn những hành vi lạm dụng trong tương lai. Theo quan điểm của bà, cách tiếp cận này không giải quyết được nguyên nhân gốc rễ của hành vi không phù hợp và không đưa ra giải pháp thực tế nào để giải quyết những bất công hoặc truy tố thủ phạm.
Karen Grumberg lưu ý rằng "người lính theo chủ nghĩa Phục quốc Do Thái, một người có ý thức, kinh ghét bạo lực nhưng nhận ra rằng mình phải hành động bạo lực để tồn tại; tình thế tiến thoái lưỡng nan khiến anh ta vừa khóc vừa bóp cò. Trong thâm tâm, anh ta tuyệt vọng trước bạo lực mà anh ta cảm thấy buộc phải thực hiện theo cách này bởi vì anh ta sợ sự băng hoại đạo đức của mình."
Amir Vodka đã viết "Cụm từ thường mô tả IDF dưới góc độ phê phán, như một kẻ gây tổn thương cho những người lính trẻ, tuy nhiên bản thân thể loại này thường bị chỉ trích vì biến những kẻ tấn công thành nạn nhân và theo một nghĩa nào đó cho phép tiếp tục chiến tranh dưới vỏ bọc tự nạn nhân hóa."

## Các phương tiện truyền thông

### Văn học
- Si'ah Lohamim (Fighters' Discourse) (1968)[6]

### Phim
- Shoot and Cry (1988)[12][13]
- Time for Cherries (1991)[14]
- Beaufort (2007)[10]
- Waltz with Bashir (2008)[15]
- Lebanon (2009)[16]

### Truyền hình
- Fauda (2015–20)[1]